# ARM Cortex-A7 MPCore
L'ARM Cortex-A7 MPCore est un processeur d'architecture ARM très basse consommation, il est de la 3e génération des ARM Cortex-A, comme l'ARM Cortex-A15 MPCore qui comporte le même jeu d'instructions mais une puissance de calcul et une consommation électrique plus élevées. L'ARM Cortex-A12, finalement remplacé par l'ARM Cortex-A17 est ensuite sorti, de puissance et consommation intermédiaire.

## Spécificités
Les spécifications du Cortex-A7 sont les suivantes :
- Large Physical Address Extensions (LPAE), 40 bits, permettant de gérer jusqu'à 1 To de RAM.
- Virtualisation matérielle
- unité Thumb-2
- Support de sécurité TrustZone
- Unité de calcul flottant vectoriel VFPv4
- SIMD NEON
- Superscalaire (Partial dual issue instruction), huit niveaux de pipeline, exécution des instructions in-order.

Parmi les unités qui ne sont pas incluses dans le cœur lui-même, mais qui l'accompagnent et lui permettent de travailler en cohérence avec d'autres cœurs du même type, on peut noter :
- Un cache cohérent niveau 2 optionnel
- L'unité de déboggage et traçage CoreSight SoC-400
- L'unité d'interconnexion CoreLink CCI-400 (Cache Coherent Interconnect), qui implémente l'interface AMBA 4 ACE et permet la gestion de la cohérence du cache entre les clusters de processeurs ainsi que la connexion avec un bus AXI.
- Le SCU (Snoop Control Unit), chargé de la cohérence des caches au sein d'un cluster.

## Architecture multicœurs hétérogène
Un ou plusieurs cœurs Cortex-A7 MPCore (regroupés en un cluster) peuvent être couplés à un ou plusieurs cœurs Cortex-A15 MPCore (regroupés en un autre cluster) selon la topologie Big.LITTLE. La cohérence des caches entre les clusters peut être assurée par une unité d'interconnexion CoreLink CCI-400 qui utilise l'interface AMBA 4 ACE. Il s'agit de coupler un cluster de cœurs haute-performance (A15) avec un cluster de cœurs à faible consommation d'énergie (A7). Freescale, HiSilicon (avec le K3V3), Samsung (avec l'Exynos 5 octa) utilisent une technologie de ce type et Fujitsu prévoit de l'utiliser pour des applications industrielles, ce qui fera en tout 17 compagnies de conception de semi-conducteur à l'utiliser, le noyau Linux étant modifié pour la supporter,.

## Implémentations

### Uniquement Cortex-A7
Les premières implémentations disponibles sont dans les SoCs AllWinner A20 (deux cœurs Cortex-A7) et A31 (quatre cœurs Cortex-A7), disponibles en série en décembre 2012.
MediaTek présente en 2012 le SoC MT6589 (quatre cœurs Cortex-A7 MPCore) et, en 2013, le MT6572, une version moins puissante avec 2 cœurs Cortex-A7 à 1,2 GHz et 1 seul GPU Mali 400 MP.
Le SoC Spreadtrum sc7731c, utilisé dans des smartphones d'entrée de gamme, contient 4 cœurs A7, et a pour GPU un Mali 400

### big.LITTLE
- Freescale : i.MX?
- Fujitsu [11]:
- HiSilicon : K3V2
- Mediatek : MT8135  (1 A7 + 1 A15)
- Mediatek : MT8135  (2 A7 + 2 A15) [12]
- Samsung : Exynos 5 Octa (4 A7 + 4 A15)